# 도농역
도농역(陶農驛, Donong station)은 경기도 남양주시 다산동에 있는 수도권 전철 경의·중앙선의 전철역이다.

## 역명 유래
고려 시대에 유명한 도자기 원료가 이 지방에서 많이 채굴되어 “도(陶)”를, 또한 조선 말기에 흥선대원군이 농번기에 이곳에 이르러 친히 농구를 들고 농부들과 고락(苦樂, 괴로움과 즐거움)을 같이하여 “농(農)”을 따서 “도농(陶農)”이라 한데서 비롯되었다.

## 지금삼거리
- 이 도로는 서울 두 방향이 있는데 하나는 서울 광장동과 서울 망우동 방향이 있다.

## 역사
- 1939년 4월 1일 : 보통역으로 영업 개시[2]
- 1950년 6월 30일 : 역사 소실
- 1958년 6월 20일 : 역사 준공
- 1978년 11월 20일 : 화물 취급 중지[3][4]
- 1991년 9월 1일 : 소화물 취급 중지[5]
- 2005년 12월 16일 : 수도권 전철 중앙선 개통, 무궁화호 열차는 정차하지 않고, 무정차 통과
- 2009년 12월 1일 : 철도승차권 단말기 철거
- 2010년 12월 30일 : 화물 취급 중지[6]

## 역 구조
2면 4선의 승강장을 가진 지상역이며, 스크린도어가 설치되어 있다.

### 승강장
| ↑ 구리          |
| ４３ \| ２１ \| |
| 양정 ↓          |

| 1·2 | ● 수도권 전철 경의·중앙선 | 덕소 · 국수 · 용문 · 지평 방면 |
| 3·4 | ● 수도권 전철 경의·중앙선 | 구리 · 회기 · 용산 · 문산 방면 |

## 인접한 역
| 중앙선                        | 중앙선                                               | 중앙선                        |
| ----------------------------- | ---------------------------------------------------- | ----------------------------- |
| K123 구리 문산 방면 문산 방면 | ● 수도권 전철 경의·중앙선 본선 완행 경의선 본선 급행 | K125 양정 지평 방면 용문 방면 |
| K123 구리 문산 방면           | ● 수도권 전철 경의·중앙선 중앙선 급행                | K126 덕소 용문 방면           |

## 이용객 변동
2005년 자료는 개통일인 2005년 12월 16일부터 12월 31일까지인 16일 기준으로 환산한 것이다.
| 노선        | 노선 | 일평균 인원수 (명/일) | 일평균 인원수 (명/일) | 일평균 인원수 (명/일) | 일평균 인원수 (명/일) | 일평균 인원수 (명/일) | 일평균 인원수 (명/일) | 일평균 인원수 (명/일) | 일평균 인원수 (명/일) | 일평균 인원수 (명/일) | 일평균 인원수 (명/일) | 각주  |
| 노선        | 노선 | 2005년                | 2006년                | 2007년                | 2008년                | 2009년                | 2010년                | 2011년                | 2012년                | 2013년                | 2014년                | 각주  |
| ----------- | ---- | --------------------- | --------------------- | --------------------- | --------------------- | --------------------- | --------------------- | --------------------- | --------------------- | --------------------- | --------------------- | ----- |
| 경의·중앙선 | 승차 | 4,503                 | 6,585                 | 8,796                 | 9,626                 | 10,437                | 10,987                | 9,048                 | 8,819                 | 9,072                 | 9,147                 | [ 7 ] |
| 경의·중앙선 | 하차 | 4,460                 | 6,195                 | 7,451                 | 8,194                 | 8,802                 | 9,161                 | 7,675                 | 7,565                 | 7,820                 | 7,959                 | [ 7 ] |
| 노선        | 노선 | 2015년                | 2016년                | 2017년                | 2018년                | 2019년                | 2020년                | 2021년                | 2022년                | 2023년                |                       | [ 7 ] |
| 경의·중앙선 | 승차 | 9,133                 | 9,212                 | 9,048                 | 9,090                 | 9,907                 | 7,910                 | 8,177                 | 9,785                 | 10,662                |                       | [ 7 ] |
| 경의·중앙선 | 하차 | 8,062                 | 8,159                 | 8,032                 | 8,062                 | 8,811                 | 7,219                 | 7,580                 | 8,973                 | 9,841                 |                       | [ 7 ] |

## 갤러리

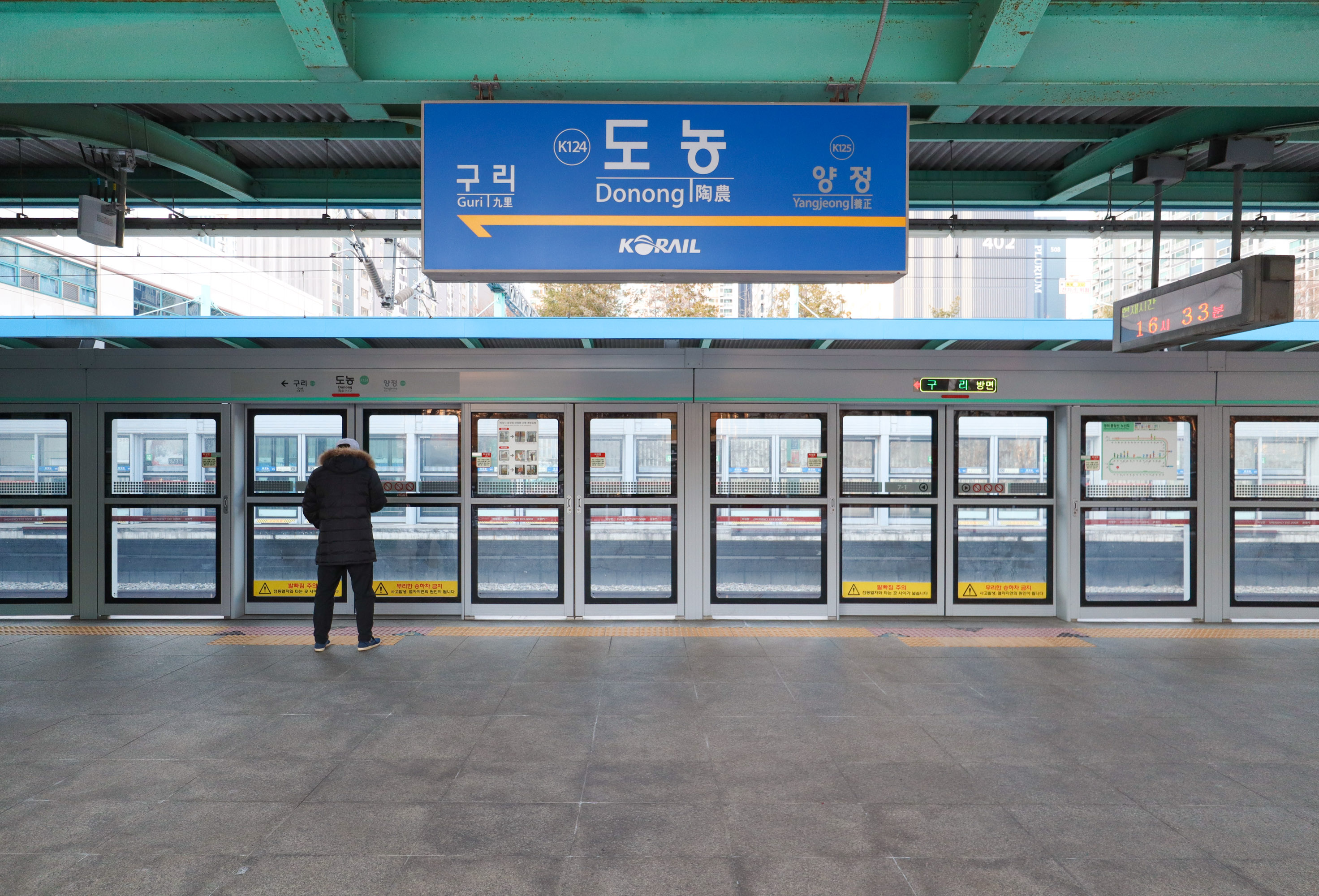
승강장
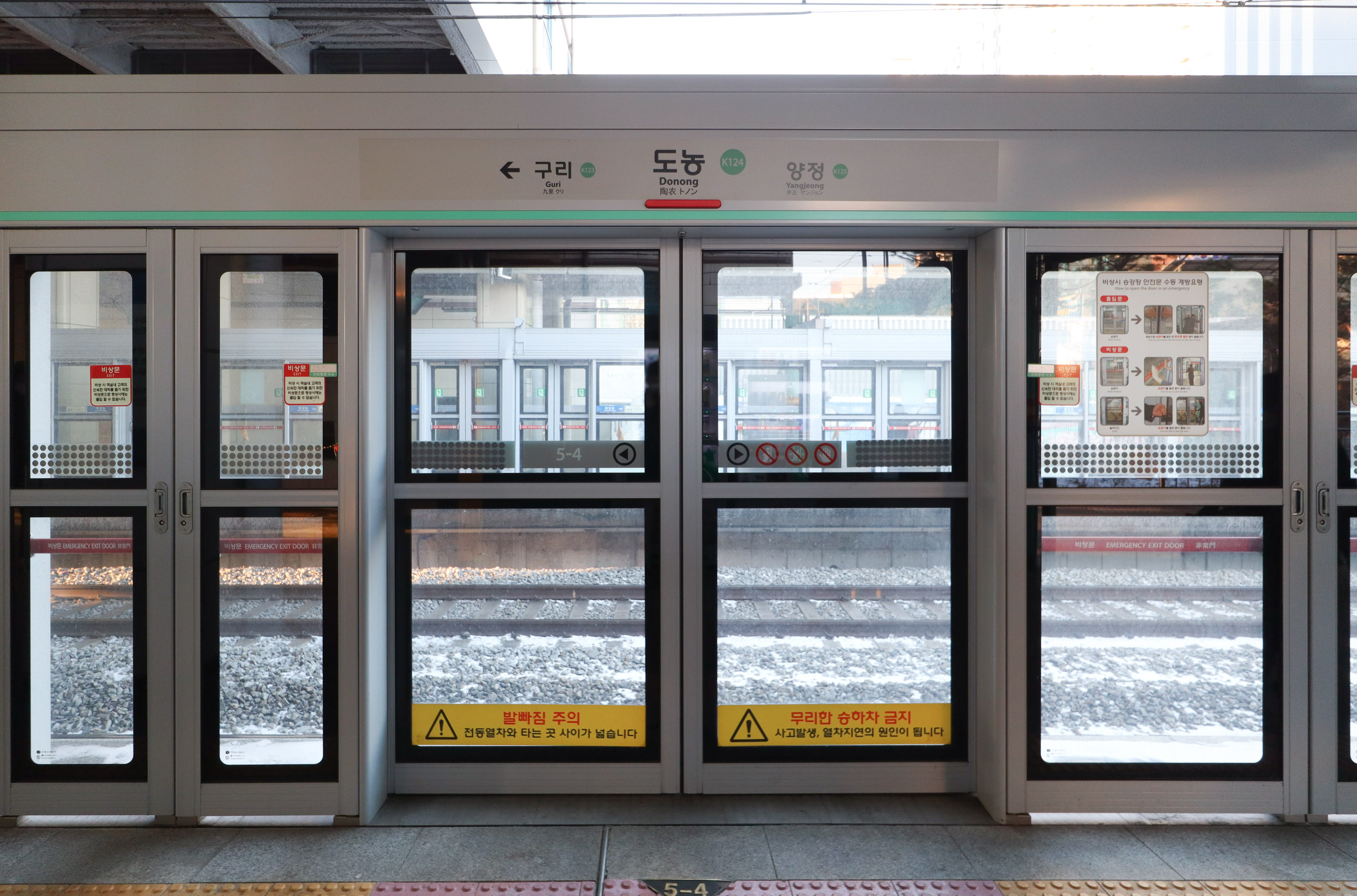
승강장

## 역 주변
- 구리남양주교육지원청
- 남양주남부경찰서
- 정약용도서관
- 남양주보건소
- 남양주시청제2청사
- 남양주양정초등학교
- 다산행정복지센터(다산1동)
- 다산2동행정복지센터
- 도농중학교
- 동화중고등학교
- 부영아파트 대단지
- 빙그레 본사 및 도농공장[8]
- 의정부지방검찰청 남양주지청
- 의정부지방법원 남양주지원
- 이마트 다산점
  - 일렉트로마트 다산점
- 수도권제1순환고속도로 남양주 나들목